# Каньяс, Гильермо
Гилье́рмо Игнасио Ка́ньяс (исп. Guillermo Ignacio Cañas; род. 25 ноября 1977 года в Тапьялесе, Аргентина) — аргентинский теннисист.
- Победитель 9 турниров ATP (7 — в одиночном разряде).
- Четвертьфиналист Открытого чемпионата Франции 2002, 2005 и 2007 года.
- Победитель командного Кубка мира в составе сборной Аргентины в 2002 году.
- Экс-восьмая ракетка мира в одиночном разряде.

## Общая информация
Родился в городе Тапьялес, муниципалитет Ла-Матанса, который является частью большого Буэнос-Айреса.
Начал играть теннис в своём родном городе Буэнос-Айрес в возрасте 7 лет.
От своих англоязычных сверстников получил прозвище Вилли.
Стиль игры
Главный игровой козырь Каньяса — физическая выносливость. Часть экспертов сравнивали аргентинца с австрийцем Томасом Мустером. Гильермо отлично играл в защите, славился упорством и умением достать любой мяч, отбивая мощно — под самую заднюю линию. В то же время Каньяс часто был однообразен в тактическом плане, но благодаря сильному и точному удару справа сам умел неплохо разводить соперника по корту. У сетки аргентинец играл редко и неуверенно. Гильермо предпочитал грунтовые корты, но имел и статусные победы и на харде.

## Спортивная карьера
Начало карьеры
В 1995 вошёл в число профессионалов и стал участвовать в юниорских соревнованиях. В октябре 1996 года дебютирует в основных соревнованиях ATP-тура, сыграв на турнире в Пекине. В конце того же года на турнире в Сантьяго выиграл свой первый «челленджер». В августе 1997 года прибавляет ещё одну победу на «челленджере» в Санта-Крус-де-ла-Сьерра, а в сентябре вновь побеждает в Сантьяго.
В апреле 1998 после победы на «челленджере» в Эшпинью вошёл в первую сотню мирового рейтинга ATP. В июле дебютирует в основной сетке на турнире из серии Большого шлема, происходит это на Уимблдонском турнире, где Каньяс вышел во второй раунд. Такого же результата в этом сезоне он добивается и на Открытом чемпионате США. В сентябре выигрывает пятый в карьере «челленджер» на турнире в Флорианополисе.
В апреле 1999 года впервые вышел в финал турнира серии ATP — в Орландо, где уступил шведу Магнусу Норману 0-6 3-6. В мае вышел в четвертьфинал на турнире в Санкт-Пёльтене, обыграв во втором раунде № 16 в мире на тот момент Горана Иванишевича 6-2 6-2.
Следующую громкую победу Гильермо одержал в первом раунде Открытого чемпионата США над британцем Тимом Хэнменом — на тот момент 5-й ракеткой мира (7-6(1) 6-4 6-3).
Сезон 2000 года был омрачён травмой, Гильермо Каньяс пропустил много соревнований и опустился до 231 строчки мирового рейтинга, лишь один раз в начале сезона он смог дойти до четвертьфинала на турнире в Мехико.
2001-03
В феврале 2001 года выходит в четвертьфинал в Буэнос-Айресе, проиграв лишь № 2 в мире Густаво Куэртену. Ему же Каньяс уступил через неделю в полуфинале турнира в Акапулько, куда Куэртен приехал уже в качестве первого в мире. В апреле завоёвывает свой дебютный титул на турнире ATP в Касабланке, переиграв в финале испанца Томми Робредо 7-5 6-2. На Открытом чемпионате Франции впервые сумел дойти до четвёртого раунда попутно, обыграв Тима Хенмана (№ 11). В борьбе за выход в четвертьфинал он уступает австралийцу Ллейтону Хьюитту 6-3 7-6(3) 2-6 3-6 3-6. ему же Каньяс проиграл в июне в финале травяного турнира в Хертогенбосе.
На Уимблдонском турнире он, как и ранее во Франции выходит в четвёртый раунд, обыграв игрока из первой десятки Евгения Кафельникова. Его же он обыграл в июле уже на грунте, их поединок состоялся в третьем раунде турнира в Штутгарте, где в итоге Каньяс смог выйти в финал, уступив его лишь № 1 в мире Густаво Куэртену 3-6 2-6 4-6. В августе на турнире серии Мастерс в Цинциннати в матче первого раунда обыграл № 3 в мире Марата Сафина 6-3 6-3, но дальше третьего раунда пройти на турнире ему не удалось. В сентябре выходит в четвертьфинал в Коста-де-Суипе. В октябре выходит в финал на зальном хардовом турнире в Вене и уступает там Томми Хаасу 2-6 6-7(6) 4-6. В конце того же месяца сумел дойти до полуфинала на турнире в Стокгольме. В итоге 2001 год Каньяс закончил на 15-м месте в рейтинге и получил от ATP награду Возвращение года. По ходу сезона выиграл свой первый одиночный титул ATP, а также три раза выходил в финал турниров ATP, причём на разных покрытиях (трава, грунт, хард), тем самым закрепившись в мировой теннисной элите как теннисист-универсал.
Сезон 2002 года ему удаётся начать с выигрыша на турнире в Ченнае, по ходу турнира сетка благоволила аргентинцу и ему ни разу не попался игрок из Топ-100 в том числе и в финале, где он встретился с № 120 Парадорном Шричапаном и обыграл его 6-4 7-6(2). На Открытом чемпионате Австралии дошёл до третьего раунда. В апреле останавливается в шагё от защиты прошлогоднего титула на турнире в Касабланке. В финале он проиграл Юнесу эль-Айнауи. В том же месяце Каньяс вышел в полуфинал турнира в Барселоне. В мае победил на командном Кубке мира в составе сборной Аргентины. На Открытом чемпионате Франции Каньяс впервые вышел в четвертьфинал, в третьем раунде он одолел испанца Карлоса Мойю — 4-6 7-6(1) 6-7(2) 6-1 6-2, а в четвёртом круге победу над первой ракеткой мира Ллейтоном Хьюиттом — 6-7(1) 7-6(13) 6-4 6-3. В четвертьфинале в пяти сетах Гильермо уступил будущему чемпиону испанцу Альберто Косте — 5-7 6-3 7-6(3) 4-6 0-6.
В июне выходит в полуфинал турнира на траве в Хертогенбосе. В июле, выступая на грунте, выходит в четвертьфинал в Бостаде и финал в Штутгарте, где уступил Михаилу Южному 3-6 6-3 6-3 4-6 4-6. В начале августа 2002 года добился самого значительного успеха в своей карьере, выиграв турнир серии Мастерс в Торонто. На пути к этому престижному титулу победил Роджера Федерера, Парадорна Шричапхана, Евгения Кафельникова, Марата Сафина, Томми Хааса и Энди Роддика (в финале) 6-4 7-5, проиграв по ходу турнира всего один сет. По итогам года закрепился в качестве первой ракетки Аргентины.
Сезон 2003 года начал с четвертьфинала в Ченнае. Перед матчами Кубка Дэвиса между Аргентиной и Германией получил серьёзную травму — перелом правой руки, и вынужден был пропустить оставшуюся часть сезона, в результате чего откатился на 275 место в рейтинге. Ненадолго вернулся в сентябре, когда сумел выйти в четвертьфинал в Шанхае.
2004-05
В начале сезона 2004 года выигрывает «челленджер» в Нумеа. Затем Каньяс дошёл до четвёртого раунда Открытого чемпионата Австралии и до полуфинала турнира в Акапулько и в марте снова вернулся в Топ-100. Успешно выступал во второй половине сезона. В июле он выиграл турниры в Штутгарте и в Умаге. На Открытом чемпионате США вышел в третий раунд, где проиграл № 2 Энди Роддику. В начале октября Каньяс выигрывает турнир в Шанхае, а затем был финалистом в Вене. Закончил сезон поражением от будущего чемпиона Марата Сафина в полуфинале турнира серии Мастерс в Париже, и занял по итогам сезона 11 место в мировом рейтинге (в случае победы в Париже он мог войти в восьмёрку сильнейших и выступить на дебютном для себя итоговом турнире года).
2005 год начинает с выступлении на чемпионате Австралии, где добрался до четвёртого раунда. В феврале вышел в четвертьфинал на турнире в Акапулько. В марте на турнире Мастерс в Индиан-Уэллсе Каньясу удаётся выйти в полуфинал. Проиграл он лишь № 1 в мире Роджеру Федереру 3-6 1-6. В мае вошёл в первую десятку мирового рейтинга. На Открытом чемпионате Франции аргентинец во второй раз в карьере смог дойти до четвертьфинала. В июне сыграл на травяном турнире в Халле, где вышел в полуфинал (проиграл Сафину).
Дисквалификация за использование допинга
В середине сезона 2005 года Ассоциация теннисистов-профессионалов дисквалифицирует Каньяса от участия в официальных соревнованиях сроком на два года (до 11 июня 2007 года) из-за обнаружения в его допинг-пробе, взятой 21 февраля 2005 года в Акапулько, препарата гидрохлоротиазид. Сам гидрохлоротиазид не является запрещённым веществом, но может быть использован чтобы скрыть использование других веществ. Каньяс был вынужден расстаться с 276 070 $ призовых и провёл последующие месяцы в судах. Ему удалось доказать, что препарат был куплен при поддержке ATP и об этом знала судейская коллегия турнира в Акапулько. Апелляция была частично удовлетворена, так как выяснилось, что лекарство было поставлено ATP по ошибке. Но одновременно это не являлось полным оправданием теннисиста, который перед употреблением должен был прочитать инструкцию, указывающую на наличие этого вещества. Срок дисквалификации был сокращён до 15 месяцев, в результате чего Каньяс мог вернуться в ATP-тур 11 сентября 2006 года.
2006-09

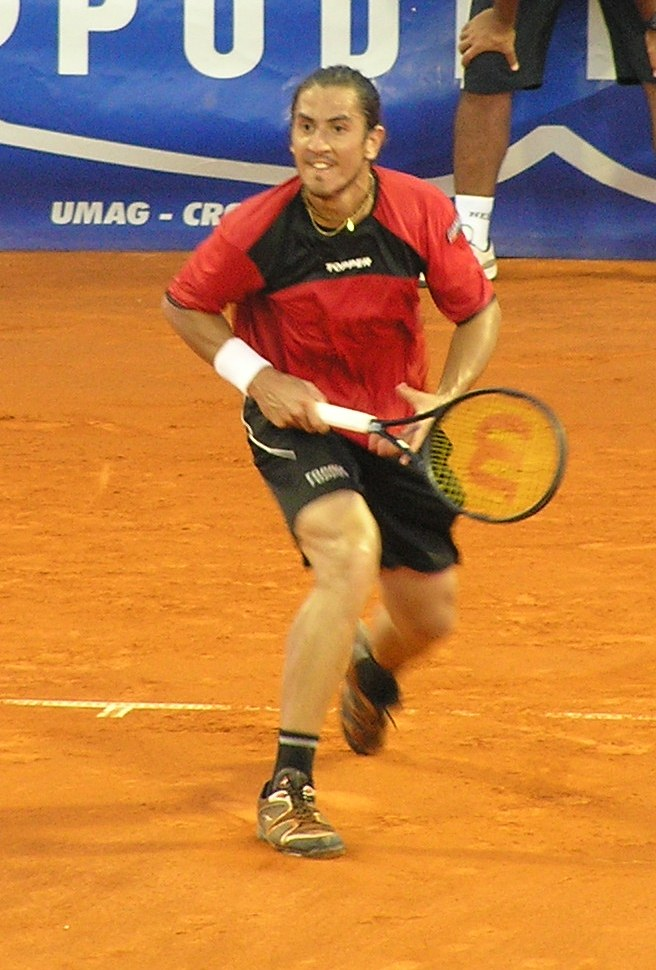
На турнире в Умаге в 2007 году.

Отбыв дисквалификацию, в конце 2006 года Каньяс принял участие на нескольких «челленджерах», проходивших в Южной Америке и победил на четырёх из них: в Белене, Монтевидео, Буэнос-Айресе и Асунсьоне. В начале 2007 года прибавляет ещё одну победу на «челленджере» в Сан-Пауло. Затем не смог попасть на Открытый чемпионат Австралии. В феврале выигрывает турнир ATP в Коста-ду-Сауипе, что позволяет подняться на 63 строчку в мировом рейтинге. Высокий рейтинг позволяет Гильермо попасть на мартовские турниры серии Мастерс, правда через квалификационный отбор. На турнирах в Индиан-Уэллсе и Майами Каньяс сенсационно дважды обыгрывает первую ракетку мира — швейцарца Роджера Федерера (7-5 6-2 и 7-6(2) 2-6 7-6(5)). Но это не помогло ему выиграть турниры — в Индиан-Уэллсе он в третьем раунде проиграл Карлосу Мойе, а в Майами смог дойти до финала, выиграв после Федерера ещё двух игроков из первой десятки Томми Робредо и Ивана Любичича. В финале Каньяс уступил Новаку Джоковичу 3-6 2-6 4-6.
Грунтовую часть сезона начинает с выхода в финал турнира в Барселоне, где его соперником стал Рафаэль Надаль. По итогу Гильермо уступил со счётом 3-6 4-6. На Открытом чемпионате Франции в третий раз в карьере выходит в четвертьфинал, где проиграл № 4 в мировом рейтинге Николаю Давыденко. В июле аргентинец вышел в полуфинал турнира в Умаге. До конца сезхона дойти до этой стадии ему удалось только один раз в октябре на турнире в Меце.
Начало сезона 2008 года пропустил, начав его в феврале. На турнире в Лас-Вегасе вышел в полуфинал. В июне попадает в четвертьфинал на турнире в Варшаве и полуфинал в Хертогенбосе. В июле дважды выходит в четвертьфинал в Гштаде и Умаге. В дальнейшем результаты Каньяса пошли на спад. До конца сезона он не мог преодолеть первых раундов на турнирах ATP. Всего лишь один раз ему удалось выйти в четвертьфинал в апреле 2009 года на турнире в Хьюстоне, где он выступил уже в качестве игрока второй сотни мирового рейтинга. Последний раз на профессиональных соревнованиях выступил в июле 2009 года. В декабре 2009 года объявил об окончании своей карьеры в возрасте 32-х лет. Официальной причиной была названа обострившаяся хроническая травма запястья.

## Рейтинг на конец года
| Год  | Одиночный рейтинг | Парный рейтинг |
| 2009 | 191               |                |
| 2008 | 79                | 180            |
| 2007 | 15                | 152            |
| 2006 | 143               | 651            |
| 2005 | 102               | 702            |
| 2004 | 12                | 93             |
| 2003 | 272               | 559            |
| 2002 | 15                | 61             |
| 2001 | 15                | 153            |
| 2000 | 231               | 365            |
| 1999 | 71                | 134            |
| 1998 | 95                | 283            |
| 1997 | 129               | 352            |
| 1996 | 183               | 281            |
| 1995 | 365               | 594            |
| 1994 | 557               | 753            |

По данным официального сайта ATP на последнюю неделю года.

## Выступления на турнирах

### Финалы турнировATPв одиночном разряде (16)

#### Победы (7)
| Титулы                                  |
| --------------------------------------- |
| Турниры Большого шлема (0)              |
| Кубок Мастерс / Финал мирового тура (0) |
| Серия Мастерс (1)                       |
| ATP International Gold (1+1)            |
| ATP International (5+1)                 |

| Титулы по покрытиям | Титулы по месту проведения матчей турнира |
| ------------------- | ----------------------------------------- |
| Хард (3+1)          | Зал (0)                                   |
| Грунт (4+1)         | Зал (0)                                   |
| Трава (0)           | Открытый воздух (7+2)                     |
| Ковёр (0)           | Открытый воздух (7+2)                     |

| №  | Дата            | Турнир                    | Покрытие | Соперник в финале   | Счёт                |
| 1. | 15 апреля 2001  | Касабланка, Марокко       | Грунт    | Томми Робредо       | 7-5 6-2             |
| 2. | 6 января 2002   | Ченнаи, Индия             | Хард     | Парадорн Шричапан   | 6-4 7-6(2)          |
| 3. | 4 августа 2002  | Торонто, Канада           | Хард     | Энди Роддик         | 6-4 7-5             |
| 4. | 18 июля 2004    | Штутгарт, Германия        | Грунт    | Гастон Гаудио       | 5-7 6-2 6-0 1-6 6-3 |
| 5. | 25 июля 2004    | Умаг, Хорватия            | Грунт    | Филиппо Воландри    | 7-5 6-3             |
| 6. | 3 октября 2004  | Шанхай, Китай             | Хард     | Ларс Бургсмюллер    | 6-1 6-0             |
| 7. | 18 февраля 2007 | Коста-ду-Сауипе, Бразилия | Грунт    | Хуан Карлос Ферреро | 7-6(4) 6-2          |

#### Поражения (9)
| №  | Дата            | Турнир                  | Покрытие | Соперник в финале | Счёт                |
| 1. | 25 апреля 1999  | Орландо, США            | Грунт    | Магнус Норман     | 0-6 3-6             |
| 2. | 24 июня 2001    | Хертогенбос, Нидерланды | Трава    | Ллейтон Хьюитт    | 3-6 4-6             |
| 3. | 22 июля 2001    | Штутгарт, Германия      | Грунт    | Густаво Куэртен   | 3-6 2-6 4-6         |
| 4. | 14 октября 2001 | Вена, Австрия           | Хард(i)  | Томми Хаас        | 2-6 6-7(6) 4-6      |
| 5. | 14 апреля 2002  | Касабланка, Марокко     | Грунт    | Юнес эль-Айнауи   | 6-3 3-6 2-6         |
| 6. | 21 июля 2002    | Штутгарт, Германия      | Грунт    | Михаил Южный      | 3-6 6-3 6-3 4-6 4-6 |
| 7. | 17 октября 2004 | Вена, Австрия           | Хард(i)  | Фелисиано Лопес   | 4-6 6-1 5-7 6-3 5-7 |
| 8. | 1 апреля 2007   | Майами, США             | Хард     | Новак Джокович    | 3-6 2-6 4-6         |
| 9. | 29 апреля 2007  | Барселона, Испания      | Грунт    | Рафаэль Надаль    | 3-6 4-6             |

### Финалы челленджеров и фьючерсов в одиночном разряде (17)

#### Победы (13)
| Условные обозначения |
| Челленджеры (11+4)   |
| Фьючерсы (2+2)       |

| Титулы по покрытиям | Титулы по месту проведения матчей турнира |
| ------------------- | ----------------------------------------- |
| Хард (2+1)          | Зал (0+1)                                 |
| Грунт (11+5)        | Зал (0+1)                                 |
| Трава (0)           | Открытый воздух (13+5)                    |
| Ковёр (0)           | Открытый воздух (13+5)                    |

| №   | Дата             | Турнир                           | Покрытие | Соперник в финале        | Счёт           |
| 1.  | 18 августа 1995  | Кордова, Аргентина               | Грунт    | Мигель Пастура           | 6-4 6-1        |
| 2.  | 3 сентября 1995  | Кордова, Аргентина               | Грунт    | Мигель Пастура           | 7-6 6-2        |
| 3.  | 8 декабря 1996   | Сантьяго, Чили                   | Грунт    | Франко Скиллари          | 7-6 6-1        |
| 4.  | 31 августа 1997  | Санта-Крус-де-ла-Сьерра, Боливия | Грунт    | Марсио Карлссон          | 6-2 4-6 6-2    |
| 5.  | 5 октября 1997   | Сантьяго, Чили                   | Грунт    | Деннис ван Схеппинген    | 4-6 7-5 6-3    |
| 6.  | 26 апреля 1998   | Эшпинью, Португалия              | Грунт    | Мариано Пуэрта           | 6-1 2-6 6-2    |
| 7.  | 21 сентября 1998 | Флорианополис, Бразилия          | Грунт    | Марсио Карлссон          | 6-2 7-5        |
| 8.  | 4 января 2004    | Нумеа, Новая Каледония           | Хард     | Тодд Рид                 | 6-4 6-3        |
| 9.  | 16 сентября 2006 | Белен, Бразилия                  | Грунт    | Карлос Берлок            | 4-6 6-2 7-6(8) |
| 10. | 29 октября 2006  | Монтевидео, Уругвай              | Грунт    | Николас Лапентти         | 2-6 6-3 7-6(3) |
| 11. | 12 ноября 2006   | Буэнос-Айрес, Аргентина          | Грунт    | Мартин Вассальо Аргуэльо | 6-3 6-4        |
| 12. | 19 ноября 2006   | Асунсьон, Парагвай               | Грунт    | Флавио Саретта           | 6-4 6-1        |
| 13. | 7 января 2007    | Сан-Паулу, Бразилия              | Хард     | Диего Хартфилд           | 6-3 6-4        |

#### Поражения (4)
| №  | Дата           | Турнир                      | Покрытие | Соперник в финале | Счёт        |
| 1. | 15 марта 1998  | Салинас, Эквадор            | Хард     | Андре Са          | 5-7 7-5 4-6 |
| 2. | 4 апреля 1999  | Барлетта, Италия            | Грунт    | Хакобо Диас-Руис  | 7-6 0-6 3-6 |
| 3. | 18 апреля 1999 | Пейджет, Бермудские Острова | Грунт    | Эрнан Гуми        | 3-6 6-7     |
| 4. | 8 октября 2006 | Кито, Эквадор               | Грунт    | Крис Гуччоне      | 3-6 6-7(4)  |

### Финалы турниров ATP в парном разряде (2)

#### Победы (2)
| №  | Дата            | Турнир             | Покрытие | Партнёр        | Соперники в финале              | Счёт           |
| 1. | 29 августа 1999 | Бостон, США        | Хард     | Мартин Гарсия  | Мариус Барнард Ти-Джей Миддлтон | 5-7 7-6 6-3    |
| 2. | 22 июля 2001    | Штутгарт, Германия | Грунт    | Райнер Шуттлер | Джефф Таранго Майкл Хилл        | 4-6 7-6(1) 6-4 |

### Финалы челленджеров и фьючерсов в парном разряде (10)

#### Победы (6)
| №  | Дата            | Турнир                  | Покрытие | Партнёр          | Соперники в финале                          | Счёт        |
| 1. | 25 августа 1995 | Кордова, Аргентина      | Грунт    | Андрес Зингман   | Марселло Вовк Густаво Кавальяро             | 6-7 6-2 6-3 |
| 2. | 22 апреля 1996  | Сан-Паулу, Бразилия     | Грунт    | Эмануэль Коуту   | Кристиано Теста Жуан Цвеч                   | 2-6 6-1 7-6 |
| 3. | 22 ноября 1998  | Буэнос-Айрес, Аргентина | Грунт    | Мартин Гарсия    | Альберто Мартин Сальвадор Наварро-Гутьеррес | 6-7 6-1 6-4 |
| 4. | 4 апреля 1999   | Барлетта, Италия        | Грунт    | Хавьер Санчес    | Гастон Гаудио Эрнан Гуми                    | 4-6 6-2 6-2 |
| 5. | 21 ноября 1999  | Буэнос-Айрес, Аргентина | Грунт    | Мартин Гарсия    | Душан Вемич Пол Рознер                      | 6-4 6-4     |
| 6. | 16 ноября 2008  | Днепропетровск, Украина | Хард(i)  | Дмитрий Турсунов | Лукаш Кубот Оливер Марах                    | 6-3 7-6(5)  |

#### Поражения (4)
| №  | Дата             | Турнир               | Покрытие | Партнёр        | Соперники в финале                | Счёт        |
| 1. | 7 апреля 1996    | Сан-Паулу, Бразилия  | Грунт    | Эмануэль Коуту | Хуан-Игнасио Гарат Диего дель Рио | 4-6 2-6     |
| 2. | 26 сентября 1999 | Щецин, Польша        | Грунт    | Мартин Гарсия  | Александр Китинов Джек Уэйт       | 1-6 7-5 4-6 |
| 3. | 10 декабря 2000  | Сан-Хосе, Коста-Рика | Хард     | Адриан Гарсия  | Дэвин Боуэн Брэндон Куп           | 7-6(5) 6-1  |
| 4. | 29 октября 2006  | Монтевидео, Уругвай  | Грунт    | Мартин Гарсия  | Максимо Гонсалес Серхио Ройтман   | 3-6 6-7(5)  |

### Финалы командных турниров (3)

#### Победы (1)
| №  | Год  | Турнир               | Команда                                                      | Соперник в финале                              | Счёт |
| 1. | 2002 | Командный Кубок мира | Аргентина · Х. Акасусо, Л. Арнольд Кер, Г. Каньяс, Г. Этлис, | Россия · Е. Кафельников, М. Сафин, А. Черкасов | 3-0  |

#### Поражения (2)
| №  | Год  | Турнир               | Команда                                                | Соперник в финале                                | Счёт |
| 1. | 2005 | Командный Кубок мира | Аргентина · Г. Гаудио, Г. Каньяс, Г. Кориа, Х. И. Чела | Германия · А. Васке, Ф. Майер, Н. Кифер, Т. Хаас | 1-2  |
| 2. | 2006 | Кубок Дэвиса         | Аргентина Не играл в финале.                           | Россия Н. Давыденко, М. Сафин, Д. Турсунов       | 2-3  |

## История выступлений на турнирах
| Турнир                | 1998  | 1999  | 2000  | 2001          | 2002          | 2003          | 2004  | 2005  | 2007  | 2008  | 2009  | Итог   | В/П за карьеру |
| --------------------- | ----- | ----- | ----- | ------------- | ------------- | ------------- | ----- | ----- | ----- | ----- | ----- | ------ | -------------- |
| Australian Open       | -     | 1P    | 1P    | 2P            | 3P            | 2P            | 4P    | 4P    | -     | -     | 2Р    | 0 / 11 | 11-8           |
| Roland Garros         | -     | 2P    | 1P    | 4P            | 1/4           | -             | 1P    | 1/4   | 1/4   | 1P    | -     | 0 / 8  | 15-8           |
| Уимблдон              | 2P    | 2P    | 1P    | 4P            | 2P            | -             | 1P    | -     | 3P    | 1P    | 2P    | 0 / 9  | 9-9            |
| US Open               | 2P    | 2P    | -     | 2P            | -             | -             | 3P    | -     | 2P    | 1P    | -     | 0 / 6  | 6-6            |
| Итог                  | 0 / 2 | 0 / 4 | 0 / 3 | 0 / 4         | 0 / 3         | 0 / 1         | 0 / 4 | 0 / 2 | 0 / 3 | 0 / 3 | 0 / 2 | 0 / 31 |                |
| В/П в сезоне          | 2-2   | 3-4   | 0-3   | 8-4           | 7-3           | 1-1           | 5-4   | 6-2   | 7-3   | 0-3   | 2-2   |        | 41-31          |
| Олимпийские игры      |       |       |       |               |               |               |       |       |       |       |       |        |                |
| Олимпиада             | НП    | НП    | -     | Не проводился | Не проводился | Не проводился | -     | НП    | НП    | 2Р    | НП    | 0 / 1  | 1-1            |
| Турниры ATP Masters   |       |       |       |               |               |               |       |       |       |       |       |        |                |
| Индиан-Уэллc          | -     | -     | -     | -             | 1Р            | -             | 2Р    | 1/2   | 3Р    | 4Р    | 1Р    | 0 / 6  | 9-6            |
| Майами                | 2Р    | -     | 2Р    | -             | 3Р            | -             | 4Р    | 2Р    | Ф     | 4Р    | 1Р    | 0 / 8  | 14-8           |
| Монте-Карло           | -     | -     | -     | -             | 2Р            | -             | 1Р    | 2Р    | -     | -     | -     | 0 / 3  | 2-3            |
| Гамбург               | -     | -     | -     | -             | 3Р            | -             | 1Р    | 2Р    | 1Р    | 1Р    | НM    | 0 / 5  | 3-5            |
| Рим                   | -     | -     | -     | -             | 1Р            | -             | 2Р    | 3Р    | 2Р    | 2Р    | -     | 0 / 5  | 5-5            |
| Торонто/Монреаль      | 2Р    | -     | -     | -             | П             | -             | -     | -     | 1Р    | 1Р    | -     | 1 / 4  | 7-3            |
| Цинциннати            | -     | -     | -     | 3Р            | 1Р            | -             | -     | -     | 1Р    | -     | -     | 0 / 3  | 2-3            |
| Штутгарт/Мадрид       | -     | -     | -     | 3Р            | 2Р            | -             | 2Р    | -     | 3Р    | -     | 1Р    | 0 / 5  | 4-5            |
| Париж                 | -     | -     | -     | 2Р            | 3Р            | -             | 1/2   | -     | 3Р    | 1Р    | -     | 0 / 5  | 5-5            |
| Статистика за карьеру |       |       |       |               |               |               |       |       |       |       |       |        |                |
| Проведено финалов     | 0     | 1     | 0     | 4             | 4             | 0             | 4     | 0     | 3     | 0     | 0     |        | 16             |
| Выиграно турниров АТП | 0     | 0     | 0     | 1             | 2             | 0             | 3     | 0     | 1     | 0     | 0     |        | 7              |
| В/П: всего            | 7-14  | 16-24 | 5-12  | 45-21         | 45-23         | 5-4           | 40-22 | 23-11 | 39-21 | 21-23 | 5-13  |        | 252-195        |
| Σ % побед             | 33 %  | 40 %  | 29 %  | 68 %          | 66 %          | 55 %          | 65 %  | 68 %  | 65 %  | 48 %  | 28 %  |        | 56 %           |